# Brightlingsea
Brightlingsea is een civil parish in het bestuurlijke gebied Tendring, in het Engelse graafschap Essex met 8076 inwoners.

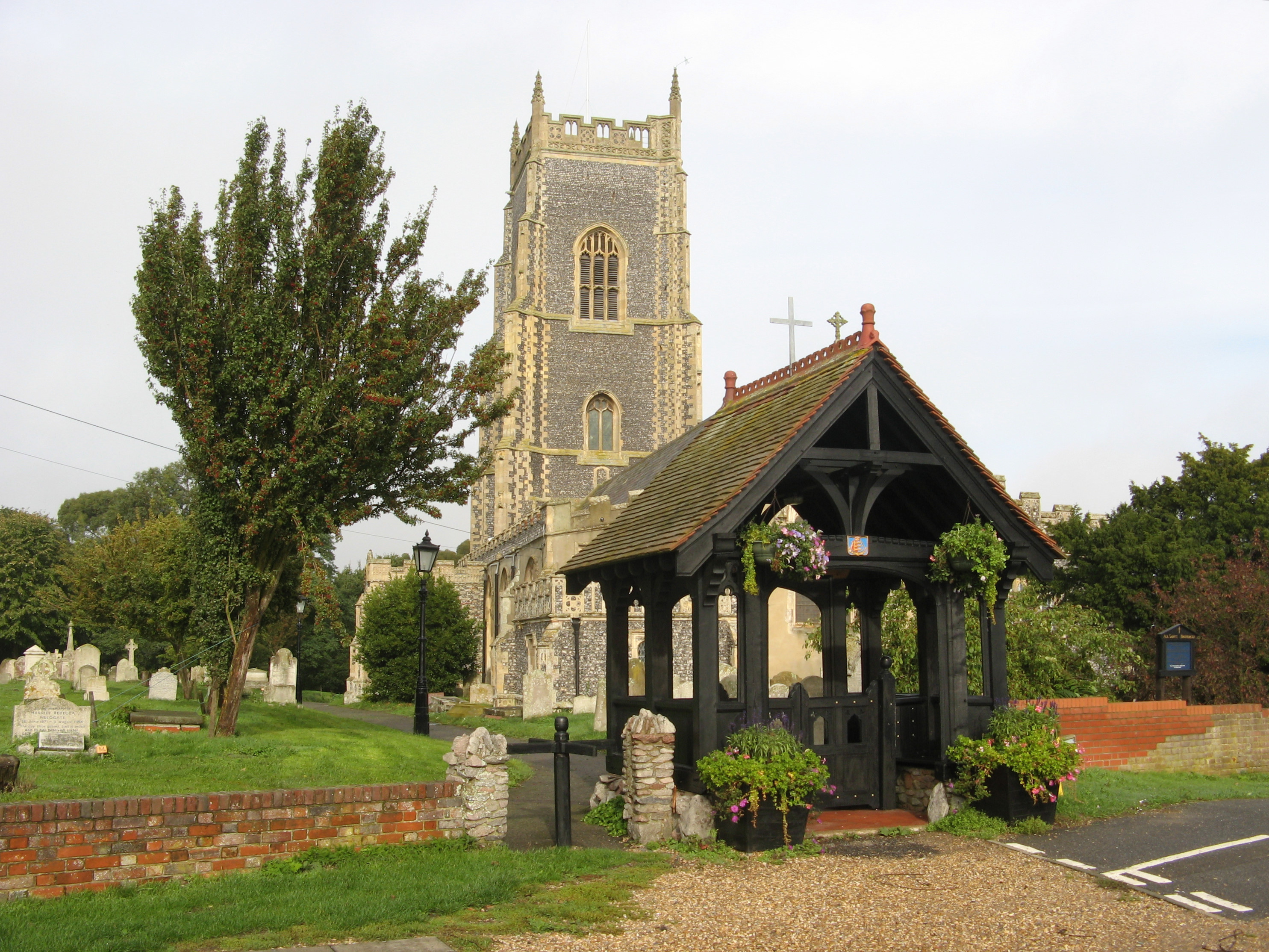
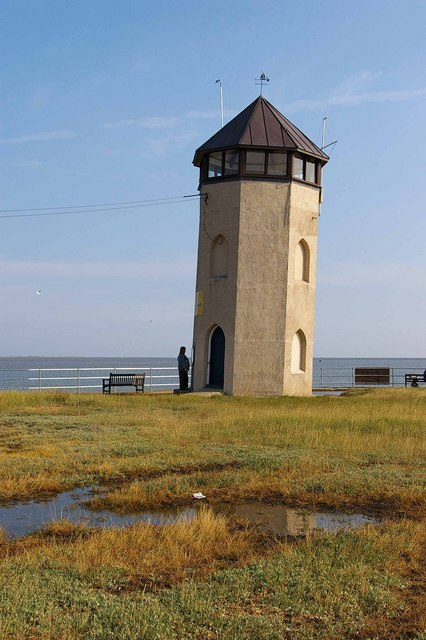
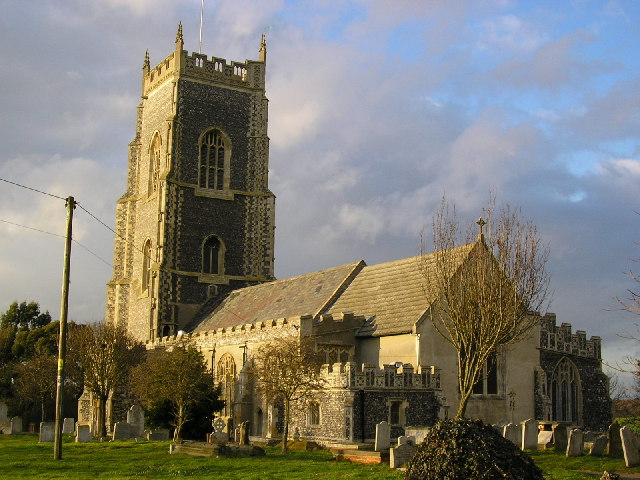